# 胸腺腫

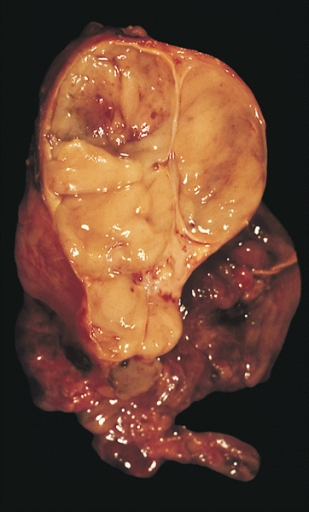
被嚢性の胸腺腫

胸腺腫（きょうせんしゅ、英: thymoma）は、Tリンパ球の成熟に重要な役割を果たす胸腺上皮に由来する腫瘍のうち細胞異型のある胸腺癌（きょうせんがん、英: thymic carcinoma）を除いたものである。分葉状構造、非腫瘍性未熟Tリンパ球の混在、血管周囲腔（perivascular space）、豊富なリンパ球の中に疎なリンパ球の領域が認められる髄質分化（medullary differentiation）等、正常胸腺への分化傾向が見られる。

## 関連疾患
- 重症筋無力症
- 赤芽球癆
- 低ガンマグロブリン血症

## 病理診断
- 分類：卵円形および紡錘形腫瘍細胞からなるA型胸腺腫と類円形および多角腫瘍細胞からなるB型胸腺腫、それらの混在するAB型胸腺腫に分類され、B型胸腺腫はさらにその腫瘍細胞の形態と随伴する未熟Tリンパ球の多寡により、B1、 B2、 B3型に細分類される。

- 免疫染色。
  - 未熟Tリンパ球の同定---CD1a, TdT
  - 胸腺上皮細胞---p63, cytokeratin (AE1/AE3, CK5/6), EMA

## 鑑別診断
- 縦隔に発生する悪性リンパ腫
  - ホジキンリンパ腫
  - T細胞性リンパ芽球型リンパ腫
  - 縦隔原発びまん性大細胞型B細胞性リンパ腫**
  - 節外性粘膜関連濾胞辺縁帯リンパ腫（MALTリンパ腫）
- 縦隔原発の胚細胞腫瘍
  - 奇形腫
  - 精上皮腫
  - 胎児性癌
  - 卵黄嚢腫瘍
  - 絨毛癌
- 縦隔に発生する間葉系腫瘍
  - 神経芽腫neuroblastoma
  - 神経節芽腫ganglioneuroblastoma
  - 神経節腫ganglioneuroma
  - 神経鞘腫schwannoma
  - 悪性末梢神経腫瘍malignant peripheral nerve sheath tumor （MPNST）
  - 傍神経節腫paraganglioma
  - 脂肪腫lipoma
  - 血管腫hemangioma
  - グロムス腫瘍glomus tumor
  - 類上皮血管内皮腫epithelioid hemangioendothelioma
  - 血管肉腫angiosarcoma
  - 孤在性線維性腫瘍solitary fibrous tumor （SFT）
  - 脂肪肉腫liposarcoma
  - 滑膜肉腫synovial sarcoma
  - 平滑筋肉腫leiomyosarcoma
  - 悪性黒色腫malignant melanoma

## 治療
- 化学療法 -- ADOC療法{シスプラチン（CDDP）、アドリアマイシン(ドキソルビシン)（ADR）、ビンクリスチン(オンコビン®)（VCR）、シクロホスファミド（CPA）の組み合わせ}[2]など。

- 外科的切除
- 放射線療法 -- リニアック照射など。

## 文献
1. ↑  立山尚　胸腺腫瘍の病理診断－針生検標本を含めて外科病理診断の手引き　外部リンク参照
2. ↑  Fornasiero A, et al. Chemotherapy for invasive thymoma. A 13-year experience. Cancer. 1991; 68(1): 30-3.